# Cornelius H. Edskes
Cornelius Herman Edskes (Kurzform: Cor Edskes; * 1925 in Groningen; † 7. September 2015 in Haren) war ein niederländischer Orgelsachverständiger und führender Arp-Schnitger-Forscher.

## Leben und Werk
Cornelius Herman Edskes wurde als Sohn von Albert Hendrik Edskes, Chefsekretär am Gericht in Groningen, und von Gritje (von Marguerite) de Graaf geboren und wuchs in Groningen als ältester von vier musikalischen Brüdern auf. Seinen ersten Orgelunterricht erhielt er bei Johan van Meurs, dem Organisten an der Orgel der Groninger Aa-kerk. Seit 1941 spielte er an der Schnitger-Orgel von Uithuizen und war seit 1944 Organist an der Groninger Doopsgezindekerk.
Geprägt wurde er von seinen Lehrern Friso Molenaar, George Stam und Flor Peeters, aber auch von Helmut Walcha. In seinen ersten Jahren gab er Orgelkonzerte im In- und Ausland und machte Radioaufnahmen, gab dies später aber zugunsten seiner organologischen Forschung und seiner Tätigkeit als Orgelsachverständiger auf. Den praktischen Orgelbau erlernte er bei der Firma Doornbos in Groningen.
Von 1957 bis 1963 war Edskes Mitglied der Orgelkommission der Niederländisch-reformierten Kirche und begleitete in dieser Zeit über 50 Orgelprojekte, Restaurierungen und Neubauten. Von 1963 bis 1968 arbeitete er als Assistent von Hendrik Leendert Oussoren für die niederländische Denkmalpflege und war an über 30 Restaurierungen historischer Instrumente beteiligt. Anschließend war er freier Orgelsachverständiger.
Für die organologische Zeitschrift Het Orgel war er von 1954 bis 1957 Redakteur und von 1957 bis 1963 Chefredakteur.
Wie bei seinem Bruder, dem Orgelbauer Bernhardt Edskes, bildete das Werk von Arp Schnitger den Mittelpunkt seines Interesses. Mit Gustav Fock begann ab 1939 eine Zusammenarbeit, als Edskes für dessen Schnitger-Biographie die Orgeln der Provinz Groningen inventarisierte. Edskes war Sachverständiger bei über 30 Restaurierungsprojekten, darunter bei den Schnitger-Orgeln in Stade/St. Cosmae (1972–1975), Cappel (1976/1977), der Martinikerk in Groningen (1976/1984), in Grasberg (1980–1985), Lüdingworth (1981/1982), Steinkirchen (1987/1991) und Hamburg/Sankt Jacobi (1993).
Edskes galt als einer der international renommiertesten Orgelexperten im Bereich der Orgelrestaurierung und -rekonstruktion. Er setzte mit seinen ausführlichen Dokumentationen Maßstäbe für den historisch informierten Orgelbau in Theorie und Praxis. Orgelpfeifen werden anhand von bis zu 30 Kriterien vermessen und beschrieben. Für die Proportionen der Pfeifenreihen und Gehäuseverhältnisse hat Edskes die Systematik zur Erfassung und Darstellung der Daten weiterentwickelt. Bereits in den 1950er Jahren war er bei den Restaurierungen der ältesten Instrumente der Orgellandschaft Ostfrieslands durch Ahrend & Brunzema beteiligt, den Orgeln in Westerhusen (1955), Uttum (1956/57) und Rysum (1959/60). Auf seine Anregung hin wurde hier erstmals in der Restaurierungsgeschichte wieder an Instrumenten für die gottesdienstliche Praxis die mitteltönige Stimmung angelegt und die ursprünglichen Klaviaturumfänge mit kurzer Oktave realisiert. In Dänemark war er der Sachverständige bei der Rekonstruktion der Orgel in Helsingør (1960) und den Restaurierungen der Orgeln im Dom zu Roskilde (1991) und im Schloss Clausholm (1997), in Norwegen bei den Orgeln der Kongsberg Kirke (1993) und der Røros Kirke (1994–1996).
In den Niederlanden war Edskes in den 1950er Jahren vereinzelt im Orgelbau tätig, so bei der Intonierung der Orgeln in Nieuwolda (1950) und der Groninger Martinikerk (Rückpositiv, 1952). Für Ruinerwold entwarf er 1951 ein neues Rückpositiv. Zusammen mit Simon Graafhuis rekonstruierte er 1955 bis 1958 drei Register der Schnitger-Orgel in Noordbroek und stellte auf diese Weise die originale Disposition des Rückpositivs wieder her. Weitere niederländische Projekte, bei denen Edskes beratend zur Seite stand, waren die Orgeln in Amsterdam/Nieuwe Kerk (Haupt- und Chororgel), Groningen/Nieuwe Kerk, Medemblik, Kantens und ’t Zandt. Mit dem deutschen Orgelbauer Jürgen Ahrend und der dänischen Orgelbauwerkstatt Marcussen entstand eine fruchtbare Zusammenarbeit. Vermittelt durch Edskes schufen sie in den Niederlanden verschiedene Orgelneubauten und restaurierten dort bedeutende historische Orgelwerke. Ein Höhepunkt war die Restaurierung der Schnitgerorgel in der Groninger Martinikerk durch Ahrend.
1996 erhielt er für seine Verdienste um das Orgelprojekt The North German Organ Research Project at Göteborg University die Ehrendoktorwürde der Universität Göteborg.

## Schriften
- De nagelaten geschriften van de orgelmaker Arp Schnitger (1648–1719). Boeijenga, Sneek 1968.
- The Organs of the Oude Kerk in Amsterdam at the Time of Sweelinck. In: Alan Curtis (Hrsg.): Sweelinck’s Keyboard Music. Appendix I. University Press, Leiden; Oxford University Press, London 1969, S. 163–200.
- Rapport betreffende het orgel in de Martinikerk te Groningen. Groningen 1971.
- Repertorium op de archivalia betreffende het orgel in de Martinikerk te Groningen. Groningen 1972.
- Mit Helmut Winter: Die Schnitger-Orgel in Cappel. St. Petri und Pauli. Wagner, Hamburg 1977, ISBN 3-921029-52-X (teils online [PDF; 2,9 MB]).
- Der Orgelbau im Ems-Dollart-Gebiet in Gotik und Renaissance. In: Ostfriesland. Zeitschrift für Kultur, Wirtschaft und Verkehr. Nr. 2, 1978, S. 29–33.
- Der Schnitgerforscher Gustav Fock 1893–1974. In: Ostfriesland. Zeitschrift für Kultur, Wirtschaft und Verkehr. Nr. 2, 1978, ISSN 0030-6479, S. 42–46.
- Orgelbau in Ostfriesland heute. In: Ostfriesland. Zeitschrift für Kultur, Wirtschaft und Verkehr. Nr. 2, 1978, S. 33–34.
- Mit Helmut Winter: Die Huß-Orgel in Stade, St. Cosmae. K.D. Wagner, Hamburg 1979, ISBN 3-921029-51-1.
- Het hoofdorgel van de Nieuwe Kerk te Amsterdam. Amsterdam 1981.
- Het orgel van de Martinikerk te Groningen. In: Het Orgel. Band 81, 1985, S. 282–286.
- Rudolph Agricola and the Organ of the Martinikerk. In: Fokke Akkerman, Arie Johan Vanderjagt (Hrsg.): Rodolphus Agricola. Phrisius (1444–1485). Brepols, Leiden 1988. S. 112–117.
- Das Pfeifenwerk. In: Heimo Reinitzer (Hrsg.): Die Arp-Schnitger-Orgel der Hauptkirche St. Jacobi in Hamburg. Christians, Hamburg 1995, ISBN 3-7672-1187-4, S. 186–226, 252–263.
- Mit Anette Kruse: Roskilde domkirkes orgel. Roskilde Domkirkes Salgsfond, Roskilde 2005, ISBN 87-90043-15-4.
- Über die Stimmtonhöhe und Temperatur der Arp-Schnitger-Orgel von St. Jacobi in Hamburg. In: Hans Davidsson, Paul Peeters (Hrsg.): Cornelius H. Edskes doctor honoris causa. Göteborgs University, Department of Musicology, Göteborg 1996, ISBN 91-85974-37-4, S. 19–41.
- Weniger ist mehr. Zur Geschichte der Orgel im Dom zu Roskilde. In: Orgel International. Bd. 5, 2001, S. 308–313.
- Mit Harald Vogel: Arp Schnitger und sein Werk (= 241. Veröffentlichung der Gesellschaft der Orgelfreunde). 2. Auflage. Hauschild, Bremen 2013, ISBN 978-3-89757-525-7.